# Pfarrkirche Hallerstein

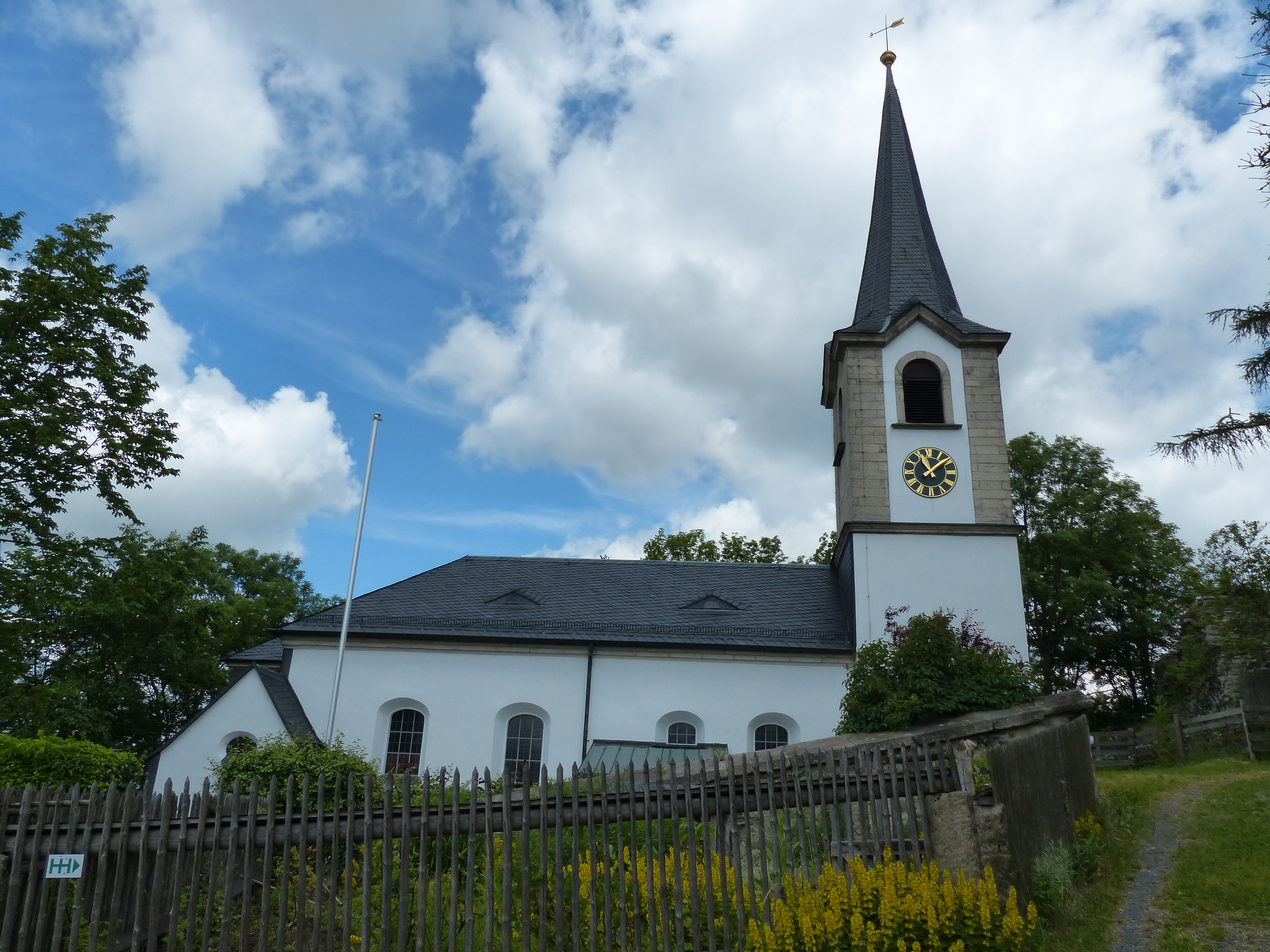
Pfarrkirche Hallerstein

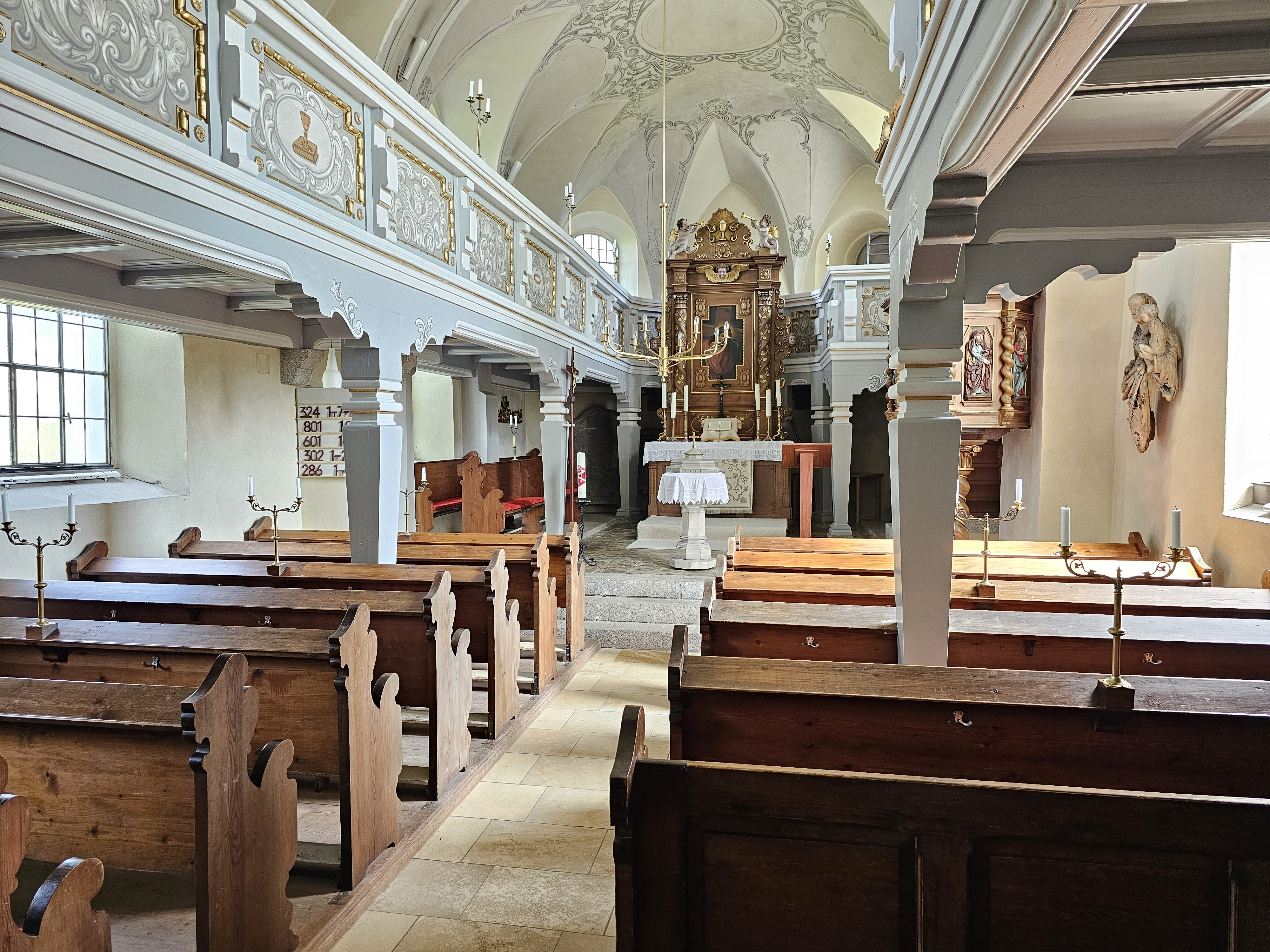
Innenraum

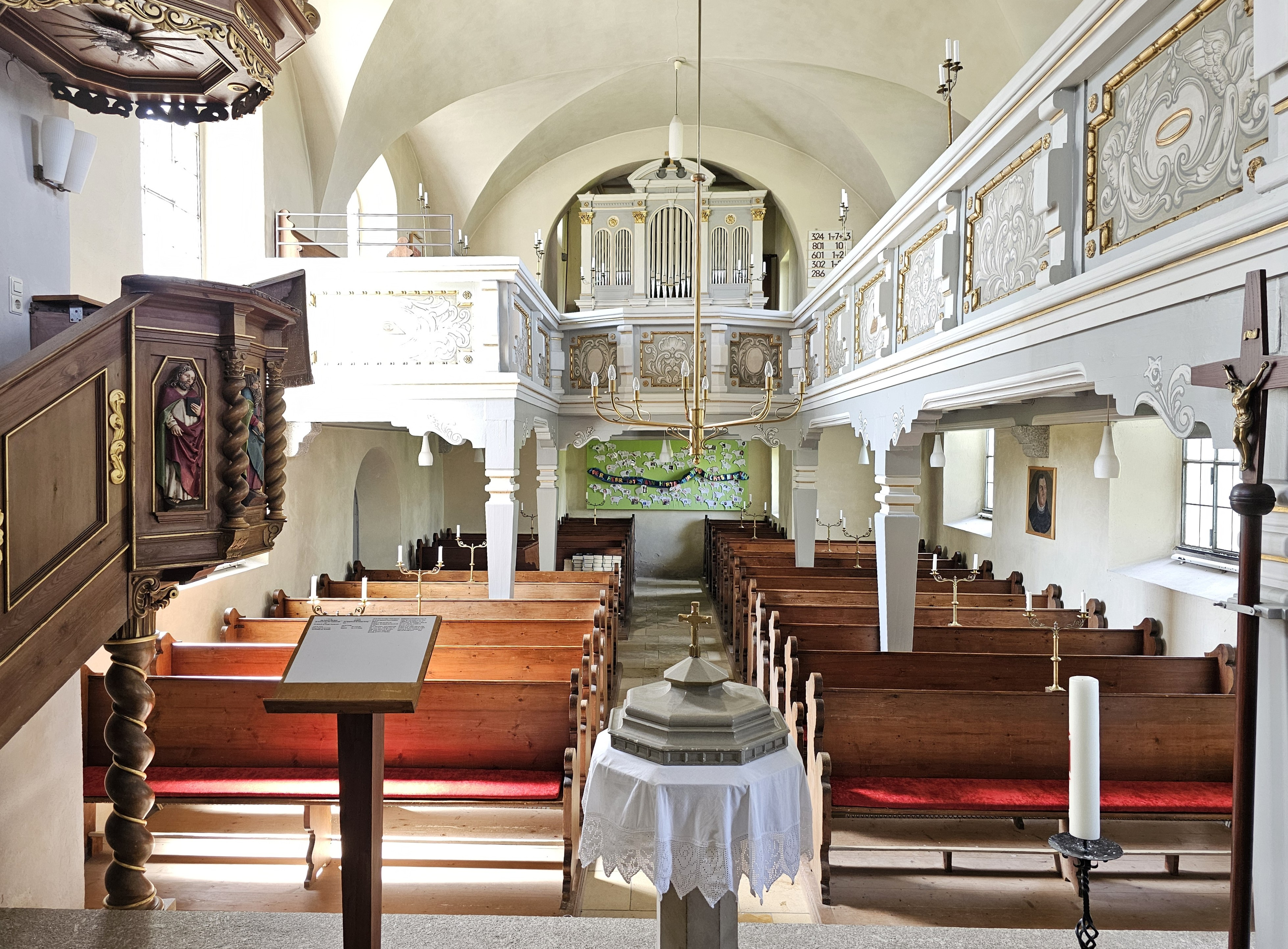
Blick zur Orgel

Die Pfarrkirche Hallerstein ist die evangelisch-lutherische Pfarrkirche von Hallerstein, einem Gemeindeteil von Schwarzenbach an der Saale im oberfränkischen Landkreis Hof.
Die Kirche ist am Anfang des 15. Jahrhunderts als Schlosskapelle von Schloss Hallerstein entstanden. Chor und Turm stammen im Unterbau noch aus dieser Zeit. Sie ist ein Baudenkmal. Als 1613 Hallerstein, das zuvor von Weißdorf aus betreut wurde, eine selbstständige Pfarrei wurde, baute man das Langhaus an. Brände 1645 und 1835 zerstörten immer wieder Teile der Kirche und hatten Erneuerungen zur Folge.
Die Orgel wurde 1892 von G. F. Steinmeyer & Co. erbaut. Das mechanische Kegelladeninstrument verfügt über 9 Register auf einem Manual und Pedal.